# Burt (Irlandia)
Burt (irl. An Bheart) – miejscowość w Irlandii w hrabstwie Donegal u nasady półwyspu Inishowen. Istnieje tu kościół rzymskokatolicki, którego architektura wzorowana jest na pobliskim prehistorycznym forcie Grianan of Aileach.